# Comuna Peceske, Krasîliv
Peceske (în ucraineană Печеське) este o comună în raionul Krasîliv, regiunea Hmelnîțkîi, Ucraina, formată din satele Hrîțîkî și Peceske (reședința).

## Demografie
Componența lingvistică a comunei Peceske
     Ucraineană (99,57%)
     Alte limbi (0,44%)
Conform recensământului din 2001, majoritatea populației comunei Peceske era vorbitoare de ucraineană (99,57%), existând în minoritate și vorbitori de alte limbi.